# Ichneumon admontis
Ichneumon admontis là một loài tò vò trong họ Ichneumonidae.